# 505

## Hlavy států
- Papež – Symmachus (498–514)
- Byzantská říše – Anastasius I. (491–518)
- Franská říše – Chlodvík I. (481–511)
- Perská říše – Kavád I. (488–496 a 499–531)
- Ostrogóti – Theodorich Veliký (474–526)
- Vizigóti – Alarich II. (484–507)
- Vandalové – Thrasamund (496–523)